# Tour of Chongming Island (Etappenrennen)
Die Tour of Chongming Island ist ein chinesisches Straßenradrennen für Frauen, das seit 2007 ausgetragen wird. Das Rennen ist nach seinem Austragungsort, der Insel Chongming Dao, benannt, die innerhalb des Stadtgebiets von Shanghai liegt.
Das dreitägige Etappenrennen wurde im Jahr 2016 in den Kalender der neu eingeführten UCI Women’s WorldTour aufgenommen;
Bis 2015 wurde unter dem Namen Tour of Chongming Island auch ein eintägiges Frauenradrennen veranstaltet.

## Palmarès
| Jahr | Siegerin            | Zweite               | Dritte             |          |
| ---- | ------------------- | -------------------- | ------------------ | -------- |
| 2007 | Li Meifang          | Ellen van Dijk       | Belinda Goss       |          |
| 2008 | Li Meifang          | Meng Lang            | Sha Hui            |          |
| 2009 | Chloe Hosking       | Marlen Jöhrend       | Zhao Na            |          |
| 2010 | Ina-Yoko Teutenberg | Kirsten Wild         | Rochelle Gilmore   |          |
| 2011 | Ina-Yoko Teutenberg | Annemiek van Vleuten | Monia Baccaille    |          |
| 2012 | Melissa Hoskins     | Monia Baccaille      | Liesbet De Vocht   |          |
| 2013 | Annette Edmondson   | Chloe Hosking        | Lucy van der Haar  |          |
| 2014 | Kirsten Wild        | Shelley Olds         | Giorgia Bronzini   |          |
| 2015 | Kirsten Wild        | Roxane Fournier      | Annalisa Cucinotta |          |
| 2016 | Chloe Hosking       | Huang Ting-ying      | Leah Kirchmann     |          |
| 2017 | Jolien D’hoore      | Kirsten Wild         | Chloe Hosking      |          |
| 2018 | Charlotte Becker    | Shannon Malseed      | Anastasia Chursina |          |
| 2019 | Lorena Wiebes       | Jutatip Maneephan    | Lotte Kopecky      |          |
| 2020 | abgesagt            | abgesagt             | abgesagt           | abgesagt |
| 2021 | abgesagt            | abgesagt             | abgesagt           | abgesagt |
| 2022 | abgesagt            | abgesagt             | abgesagt           | abgesagt |
| 2023 | Chiara Consonni     | Mylène de Zoete      | Daria Pikulik      |          |
| 2024 | Marta Lach          | Mylène de Zoete      | Scarlett Souren    |          |
| 2025 |                     |                      |                    |          |